# خلية قمعية

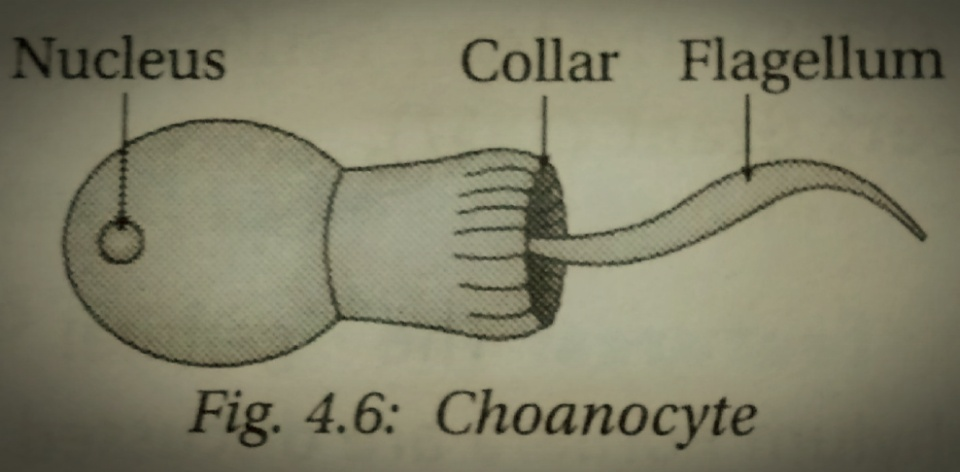
خلية قمعية

خلية قمعية أو خلية سوطية مطوقة(بالإنجليزية: Choanocyte)‏ وتعرف أيضًا بالخلايا ذات الطوق وهي الخلايا التي تبطن الجزء الداخلي لأنواع الأسكونويد، السيونويد، والليكونويد من الإسفنج الذي يحتوي على سوط مركزي، المحاطة بطوق من زغيبات متصلة بغشاء رقيق.